# Mike Rother
Mike Rother (Michigan-EUA, 1958) é um pesquisador e teórico de negócios estadunidense. Ele introduziu as práticas de negócios generalizadas de Mapeamento do Fluxo de Valor e Toyota Kata. Ele é afiliado ao Instituto de Tecnologia Industrial (Ann Arbor), à Faculdade de Engenharia da Universidade de Michigan, ao Instituto Fraunhofer para Engenharia de Manufatura e Automação (Stuttgart) e à Universidade Técnica de Dortmund.

## Livros Publicados
- 1999 - Aprendendo a Ver: Mapeamento do Fluxo de Valor para Agregar Valor e Eliminar o MUDA (1999)
- 2001 - Criando Fluxo Contínuo: Um Guia de Ação para Gerentes, Engenheiros e Associados de Produção (2001)
- 2009 - Toyota Kata: Gerenciando Pessoas para Melhoria, Adaptabilidade e Resultados Excepcionais
- 2017 - O Guia de Prática do Toyota Kata: Praticando Habilidades de Pensamento Científico para Resultados Superiores em 20 Minutos por Dia
- 2017 - Cultura Toyota Kata: Construindo Capacidade Organizacional e Mentalidade Através do Kata Coaching

## Prêmios e Reconhecimento
- Shingo Prize for Excellence in Manufacturing Research: Research and Professional Publication Award: 1999, 2003 e 2011[2]
- Association for Manufacturing Excellence Hall of Fame, 2013[3]